# Picrogama semifoedalis
Picrogama semifoedalis är en fjärilsart som beskrevs av Walker 1866. Picrogama semifoedalis ingår i släktet Picrogama och familjen mott. Inga underarter finns listade i Catalogue of Life.